# Andrzej Wrona
Andrzej Wrona (Varsóvia, 27 de dezembro de 1988) é um jogador de voleibol profissional polonês que atua na posição de central.

## Carreira

### Clubes
Wrona estreou na primeira divisão do Campeonato Polonês na temporada 2007–08 atuando pelo Wkręt-met Domex AZS Częstochowa, onde foi vice-campeão da edição após perder para o PGE Skra Bełchatów (3–0 na série). No mesmo ano conquistou o título da Copa da Polônia.
Em 2013, se transferiu para o PGE Skra Bełchatów. Com o clube da cidade de Bełchatów, o central conquistou o primeiro título da PlusLiga de sua carreira ao derrotar o Asseco Resovia Rzeszów (3–0 na série). Na temporada seguinte foi campeão da Supercopa Polonesa e chegou as semifinais da Liga dos Campeões da Europa. Na temporada 2015–16 conquistou seu segundo título da Copa da Polônia.
Em 2016, o central, por mútuo acordo das partes, rescindiu o contrato com o PGE Skra Bełchatów e transferiu-se para o time de sua cidade natal, o AZS Politechnika Warszawska. Foi vice-campeão na temporada 2018–19 na PlusLiga após perder as finais na melhor de cinco jogos para o ZAKSA Kędzierzyn-Koźle.

### Seleção
Wrona conquistou seu primeiro título com a seleção adulta polonesa na Liga Mundial de 2012. Em 2014, em sua primeira participação no Campeonato Mundial, conquistou o título ao vencer a seleção brasileira por 3 sets a 1. Em 2019, conquistou a medalha de bronze na Liga das Nações.

## Títulos
AZS Częstochowa
- Copa da Polônia: 2007–08

PGE Skra Bełchatów
- Campeonato Polonês: 2013–14
- Copa da Polônia: 2015–16
- Supercopa Polonesa: 2014

Projekt Warszawa
- Copa Challenge: 2023–24

## Clubes
| Anos      | Clube                           |
| --------- | ------------------------------- |
| 2006–2007 | Legia Warszawa                  |
| 2007–2010 | Wkręt-met Domex AZS Częstochowa |
| 2010–2013 | BKS Visła Bydgoszcz             |
| 2013–2016 | PGE Skra Bełchatów              |
| 2016–     | Projekt Warszawa                |